# Кара-Дебе (Джалал-Абадская область)
Кара-Дебе (кирг. Кара-Дөбө) — село в Аксыйском районе Джалал-Абадской области Кыргызстана. Входит в состав Кашка-Сууского айылного аймака.

## География
Село расположено в южной части области, на берегах реки Долоно-Сай, на расстоянии приблизительно 9 километров (по прямой) к западу от города Кербен, административного центра района. Абсолютная высота — 1472 метра над уровнем моря.

## Население
Согласно оценочным данным Национального статистического комитета Кыргызской Республики, численность населения села на начало 2023 года составляла 536 человек.
| год     | 2009 | 2014 | 2015 | 2020 | 2021 | 2023 |
| ------- | ---- | ---- | ---- | ---- | ---- | ---- |
| человек | 464  | 560  | 499  | 569  | 541  | 536  |